# Bombax
Genre
Classification phylogénétique
Bombax est un genre de plantes à fleurs de la famille des Bombacaceae, selon la classification classique, ou de celle des Malvaceae, selon la classification phylogénétique. Ce sont des arbres qui vivent en Afrique et en Asie du Sud-Est.
Leur bois est léger. Leurs fleurs sont charnues. Le tronc est muni d'épines. Comme beaucoup d'arbres de la famille des Bombacaceae, les gousses des fruits produisent du kapok.

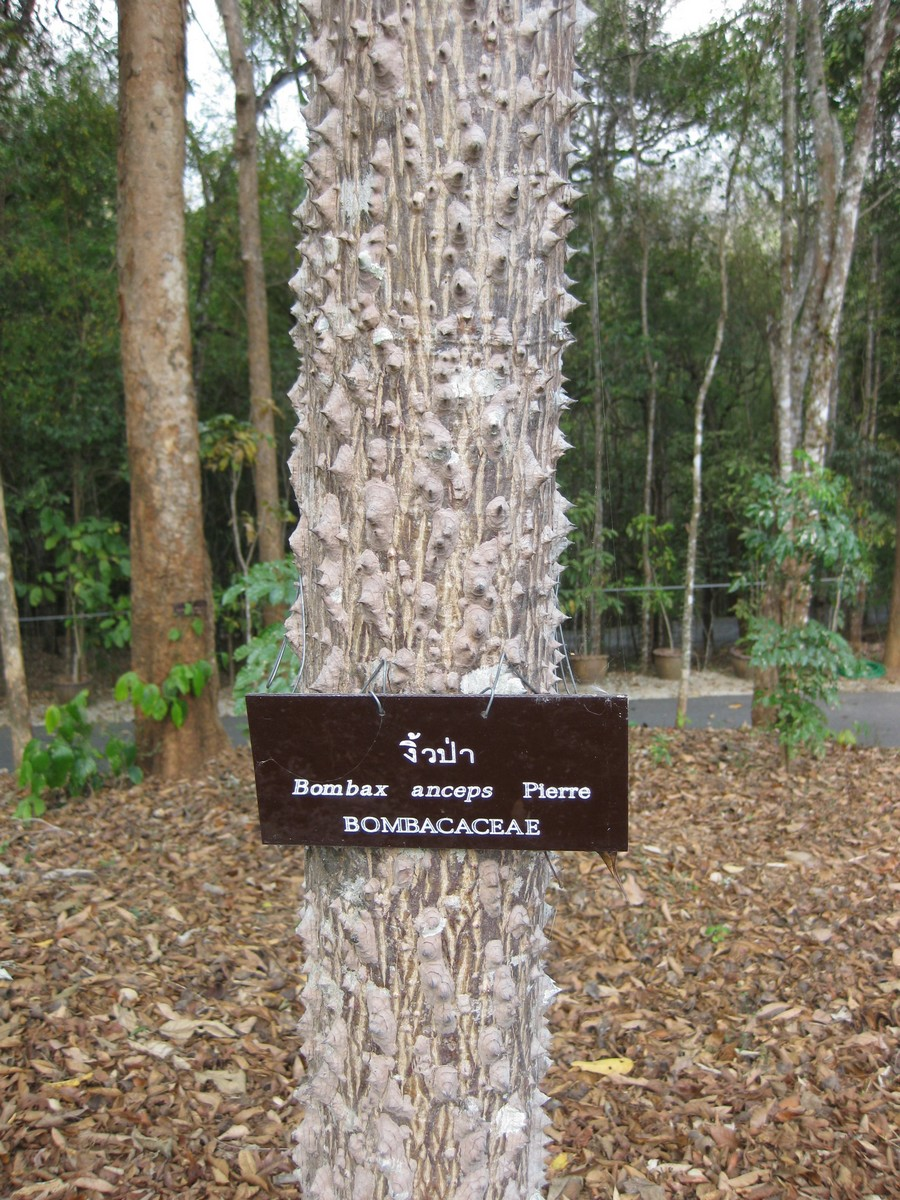
Tronc de Bombax anceps muni d'épines, au Jardin botanique de la reine Sirikit, en Thaïlande.

Bombax est un genre d'arbres principalement tropicaux. Ils sont endémiques des secteurs tropicaux en Afrique occidentale, du sous-continent indien, d'Asie du Sud-Est, aussi bien que les régions subtropicales de l'Asie orientale et l'Australie du nord. Les noms communs du genre incluent le Simal, l'Arbre Rouge de Coton, le Kapokier et simplement Bombax.

## Liste d'espèces
- Bombax buonopozense P.Beauv.
- Bombax ceiba L. - Simal, Fromager
- Bombax insigne Wall.
- Bombax mossambicense A.Robyns

## Protection
Bombax mossambicense est une espèce en danger qui est donc protégée.